# Emirado Islâmico do Curdistão
O Emirado Islâmico do Curdistão (em curdo: میرنشینی ئیسلامیی کوردستان) foi um Estado islâmico curdo não reconhecido localizado na província de Halabja. Estava fora do controle do governo iraquiano desde 1991 e era uma entidade autônoma dentro da Região do Curdistão em 1994, e declarou oficialmente independência em 2001. Dissolveu-se após a Operação Viking Hammer em 2003.

## História

### Antecedentes
As revoltas iraquianas de 1991 incluíram o Partido Democrático do Curdistão, a União Patriótica do Curdistão e o Movimento Islâmico do Curdistão, que se rebelaram contra o governo iraquiano e estabeleceram a Região do Curdistão. O Movimento Islâmico do Curdistão continuou a ter uma presença significativa na Região do Curdistão. Mais tarde, a Guerra Civil Curda Iraquiana eclodiu entre o Partido Democrático do Curdistão e a União Patriótica do Curdistão. Osman Abdulaziz apresentou o Movimento Islâmico do Curdistão como uma alternativa à corrupção das outras duas organizações curdas. O Movimento Islâmico do Curdistão e o Partido Democrático do Curdistão eram aliados, embora entrassem em conflito ocasionalmente. Como parte dos acordos, o controle da Região do Curdistão foi dividido em três seções. O Partido Democrático do Curdistão recebeu a província de Duhok e a província de Erbil, a União Patriótica do Curdistão recebeu a província de Sulaymaniyah e o Movimento Islâmico do Curdistão recebeu a província de Halabja. O emirado fazia parte da Região do Curdistão, embora não estivesse sob a jurisdição do Governo Regional do Curdistão. Quando o Movimento Islâmico do Curdistão foi incorporado ao governo regional, alguns deixaram o movimento e formaram seus próprios grupos, que continuaram a operar no emirado.
Entre essas organizações estavam o Grupo Islah liderado pelo Mulá Krekar, o Grupo de Justiça do Curdistão liderado por Ali Bapir e o Jund al-Islam (uma fusão da Frente Islâmica Tawhid, o Movimento de Resistência Islâmica e a Segunda Unidade Soran) liderado por Abu Abdullah al-Shafi'i. As forças secularistas e islamistas foram unidas pela identidade curda durante as revoltas iraquianas de 1991. Quando a Região do Curdistão foi estabelecida em 1992, os membros do Movimento Islâmico do Curdistão alegaram que Deus havia apoiado as forças curdas na expulsão do exército iraquiano. O Movimento Islâmico do Curdistão tinha influência em toda a Região do Curdistão, embora estivesse centrado em Halabja. No início das revoltas iraquianas de 1991, as delegações do Movimento Islâmico do Curdistão visitaram Osama bin Laden e lhe contaram sobre as atrocidades que Saddam Hussein estava cometendo contra os curdos. Depois que a al-Qaeda transferiu-se para  para o Sudão em 1991, um instrutor principal  da al-Qaeda visitou o Curdistão iraquiano para treinar o Movimento Islâmico do Curdistão em 1992. Mullah Krekar foi o comandante militar do movimento de 1991 até sua saída para formar o Islah em 2001. O Movimento Islâmico do Curdistão consistia em sua ala política, que governava o emirado, e sua ala militar, o IMK-Peshmerga, que consistia em seis unidades e era um ramo oficial do Peshmerga desde o estabelecimento da Região do Curdistão em 1991, enquanto o Partido Democrático do Curdistão e o União Patriótica do Curdistão também tinham seus próprios ramos Peshmerga.
Em 2001, Mullah Krekar assumiu o controle do emirado instável e proclamou independência, e declarou suas intenções de expandir o emirado islâmico para incluir todo o Grande Curdistão. Mullah Krekar apresentou o emirado islâmico como um Estado curdo independente e afirmou que não se expandiria para além do Curdistão. No emirado islâmico, o Islah e o Jund al-Islam fundiram-se para formar o Ansar al-Islam, que atuou como o exército do emirado islâmico. Quando a Ansar al-Islam foi fundada, Osama bin Laden doou US$ 300.000 para o grupo.
Mullah Krekar, líder do Ansar al-Islam, era o emir do emirado, enquanto Abu Abdullah al-Shafi'i e Ali Bapir eram seus suplentes. Com o Emirado Islâmico do Curdistão sob um embargo de facto de todos os lados, os jihadistas curdos do Irã deram apoio crucial e criaram redes que contrabandearam ilegalmente para o Emirado Islâmico do Curdistão.

### Vida sob o Emirado Islâmico
Tal como o Mulá Krekar, muitos combatentes e líderes do Ansar al-Islam também defendiam opiniões nacionalistas e tratavam o novo emirado como uma vitória do movimento de independência curdo. Também eram tradicionalistas que promoviam a cultura curda socialmente. No entanto, elementos do nacionalismo que contradiziam o islamismo foram abandonados. Além disso, foi relatado que o Ansar al-Islam impôs a estrita lei da sharia, cometeu atrocidades contra a minoria Yarsani e perseguiu duramente os sufis. O Emirado Islâmico do Curdistão tinha relações diplomáticas com o Emirado Islâmico do Afeganistão sob o Mullah Omar, e enviaria curdos ao Afeganistão para receber treinamento do Talibã ou da al-Qaeda. Eles também enviaram delegações a Osama bin Laden no Afeganistão. O Corpo de Guardas da Revolução Islâmica foi acusado de ser imprudente sobre o que estava acontecendo em suas fronteiras. Mulá Krekar e o Ansar al-Islam enfatizaram o caráter curdo do emirado.
Após os ataques de 11 de setembro, a al-Qaeda tentou usar o Emirado Islâmico do Curdistão como base para operações futuras. Abu Musab al-Zarqawi deixou o Afeganistão e foi transportado para o emirado com a ajuda dos curdos do Irã e da Europa. Ele ficou brevemente no emirado e, posteriormente, mudou-se para Al-Anbar, onde se tornou muito mais notório. O Emirado Islâmico do Curdistão atraiu alguns veteranos do Talibã, consistindo de árabes afegãos e também pashtuns, que tinham mais semelhanças étnicas e linguísticas com os curdos. A esmagadora maioria dos jihadistas sempre foram curdos locais. Em seu auge em 2002, o Ansar al-Islam tinha mais de 700 combatentes, mais de 90% sendo curdos. Os voluntários que vieram do Afeganistão, cerca de 70 indivíduos, serviram principalmente como conselheiros, instrutores e embaixadores.
Saddam Hussein estava ciente do Emirado Islâmico e considerou o Ansar al-Islam uma ameaça separatista, e tentou reunir informações contra eles. Isso foi confirmado pelo relatório do Senado dos Estados Unidos sobre a inteligência relativo às armas de destruição em massa iraquianas em 2004 e pelo Comitê Seleto de Inteligência em setembro de 2006. Mulá Krekar ameaçou matar pessoalmente Saddam Hussein se o Iraque tentasse algo contra o Emirado Islâmico do Curdistão.

### Colapso
Após lançar a invasão do Iraque em 2003, o governo de Bülent Ecevit negou aos Estados Unidos permissão para entrar no Iraque a partir do território turco. Os Estados Unidos lançaram a Operação Viking Hammer em 2003. Após a perda do Emirado, a maioria do Ansar al-Islam se reuniu na fronteira Irã-Iraque, onde foram introduzidos ilegalmente para o Irã por curdos iranianos. O Partido Democrático do Curdistão e União Patriótica do Curdistão discordaram sobre como lutar contra o Ansar al-Islam, e alguns oficiais do Partido Democrático do Curdistão até se recusaram a intervir, alegando que a União Patriótica do Curdistão tinha que enfrentar as consequências de permitir que o Ansar al-Islam ganhasse tal poder. Os Estados Unidos pressionaram o Peshmerga a dissolver sua filial IMK-Peshmerga em 2003.

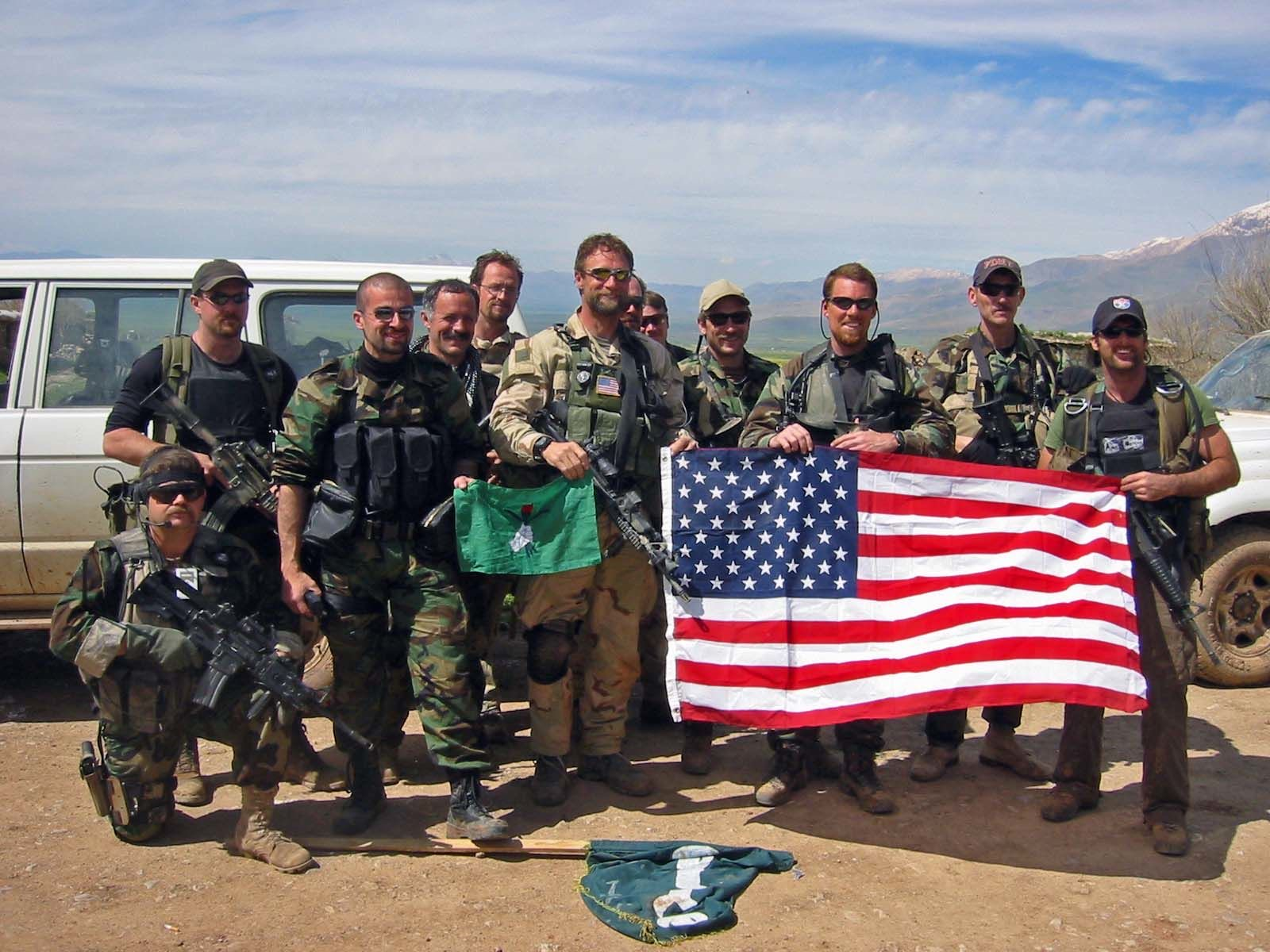
Forças Especiais dos EUA e Peshmergas após derrotar Ansar al-Islam

Após o colapso do emirado, Ansar al-Islam se dissolveu. Abu Abdullah al-Shafi'i fugiu da Região do Curdistão e fundou a Jamaat Ansar al-Sunna e lutou contra a insurgência iraquiana, enquanto Mullah Krekar partiu para a Noruega e fundou o Rawti Shax antes de sua prisão em 2015. Ali Bapir se reconciliou com o Governo Regional do Curdistão e registrou seu grupo como um partido político legal.
Mullah Krekar questionou o nacionalismo da União Patriótica do Curdistão, alegando que nenhum nacionalista curdo convidaria os Estados Unidos para derrotar o único Estado curdo. Mullah Krekar também se recusou a se juntar à insurgência iraquiana, já que muitos jihadistas iraquianos eram ex-oficiais baathistas.
No final de 2016, por volta do 15.º aniversário do emirado, Mullah Krekar disse que "Espero que nos separemos do Iraque o mais rápido possível. Eu o apoiaria de todo o coração. Fomos anexados ao Estado iraquiano à força em 1921, um Estado que é um estado falido em todos os sentidos. A primeira vez que o Iraque comprou aeronaves, eles bombardearam o Reino do Curdistão e Sulaymaniyah. Se uma pequena parte do Curdistão for separada do Iraque e declarar independência, eu endossarei totalmente. Quando a Mauritânia declarou independência, eles nem tinham um prédio para agitar sua bandeira, mas ainda assim declararam independência." Ele também afirmou que não guardava mais ressentimento em relação aos funcionários do governo curdo. Hoshyar Zebari confirmou que o governo curdo fez as pazes com Krekar.

## Nota
- Este artigo foi inicialmente traduzido, total ou parcialmente, do artigo da Wikipédia em inglês cujo título é «Islamic Emirate of Kurdistan».